# Aluminiumamalgam
Aluminiumamalgam ist eine Legierung zwischen Aluminium mit Quecksilber (ein „Amalgam“). Es entsteht, wenn man Aluminium mit Quecksilber zur Reaktion bringt.

## Eigenschaften
Im Unterschied zu Aluminium kann sich auf Aluminiumamalgam keine schützende Oxidschicht ausbilden, so dass Aluminiumamalgam chemisch sehr reaktiv ist. Dies wird genutzt, um Aluminium für bestimmte Reaktionen zu aktivieren. Dazu wird dieses meist nicht vollständig, sondern nur oberflächlich in ein Aluminiumamalgam verwandelt.  An der Luft bildet Aluminiumamalgam lange weiße fadenartige Aluminium(III)-oxid Strukturen. Bei Kontakt mit Wasser (oder generell Feuchtigkeit) zersetzt es sich und das rückgebildete Quecksilber kann erneut reagieren.
{\displaystyle \mathrm {2\ AlHg+6\ H_{2}O\longrightarrow 2\ Al(OH)_{3}+2\ Hg+3\ H_{2}} }

## Verwendung
Aluminiumamalgam wird als Reduktionsmittel verwendet. Es kann beispielsweise dazu verwendet werden, Nitrophenole in Aminophenole überzuführen.
Da Flugzeuge und auch moderne Schiffe zum großen Teil aus Aluminium gefertigt sind, kann auslaufendes Quecksilber zur Bildung von Aluminiumamalgam führen und Strukturschäden, auch in der Außenhülle, verursachen. Deswegen ist das Mitführen von Quecksilber und Quecksilbersalzen in Flugzeugen eingeschränkt bzw. verboten. Es wird vermutet, dass dies im Zweiten Weltkrieg gelegentlich für Sabotageaktionen genutzt wurde.